# VIENNAFAIR
VIENNAFAIR The New Contemporary — европейская ярмарка современного искусства, проводящаяся в Вене с 2005 года. В 2015 году ярмарка продолжила свою работу под новым названием – viennacontemporary.

## История ярмарки
Венская ярмарка искусства viennAfair (старый вариант написания) была основана компанией – организатором выставок Reed Messe Wien GmbH в 2005 году . Художественное руководство ярмаркой взяла на себя Габриэла Гантенбайн (Gabriela Gantenbein),  штат сотрудников и совет ярмарки состояли в основном из австрийцев. Первоначально ярмарка была задумана для того, чтобы увеличить число потенциальных продаж для галерей, которыми столь богата Вена, и упрочить значение Вены как центра современного искусства. С самого начала сопутствующая ярмарке программа включала в себя общественные дискуссии и выставки с участием кураторов.
Геополитическое положение Вены позволило установить связи со странами Центральной, Восточной и Юго-Восточной Европы. Поначалу на ярмарке выставлялись и получали поддержку лишь страны, недавно вступившие в Евросоюз. За отбор галерей отвечал комитет по соответствию требованиям, изначально включавший в себя главным образом австрийских галеристов, но с течением времени приобретавший все более и более международный характер.

## 2006—2010
С 2006 по 2010 годы сопутствующая программа продолжала разрабатываться под управлением художественного руководителя ярмарки Эдека Бартца (Edek Bartz). «К 2010 году VIENNAFAIR добилась международного признания как небольшая, специализированная ярмарка искусств, дающая, в частности, возможность открывать новые имена из Восточной Европы». Помимо дискуссий, в 2006 году участникам предлагались видеопрезентации и путеводители по ярмарке, а также экскурсии, проводимые вне помещений ярмарки, например, музейные. В 2008 году Эдек Бартц усилил международный характер ярмарки, включив в неё новые программы, пригласил участвовать новые галереи и коллекционеров, при этом продолжая уделять основное внимание искусству Центральной и Восточной Европы, а также сделав совет ярмарки и комитет по соответствию требованиям международными. Выставочный проект, начатый креативным агентством Departures, способствовал проведению сопутствующей программы ярмарки: в его рамках даже галерейные пространства использовались для таких мероприятий, как интервью с художниками, организованные экскурсии и дебаты. К 2010 году сопутствующая программа была расширена в нескольких новых направлениях: директоров музеев и прочих организаций пригласили участвовать в беседах с художниками, в числе которых были Павел Альтхамер (Pawel Althamer), Джулиен Бисмут (Julien Bismuth) и Ширин Нешат (Shirin Neshat). Художники, имевшие особый интерес к VIENNAFAIR, учредили «Вечер перформанса». Кроме того, под кураторством Эдека Бартца прошла особая выставка, где ряд частных коллекторов и музеев показали свои любимые видеоработы. Целью выставки было не только задать однородную тематическую линию, но и представить сугубо личное, субъективное мнение каждого отдельно взятого коллекционера.

## 2011
В 2011 году художественное руководство ярмаркой перешло к Хедвиг Саксенхубер (Hedwig Saxenhuber) и Георгу Шелльхаммеру (Georg Schöllhammer), специалистам по искусству Восточной и Юго-Восточной Европы, прежде выступавшим в роли редакторов, кураторов и критиков. В 2011 году в ярмарке приняло участие наибольшее на настоящий момент количество представителей стран Центральной и Восточной Европы, на которых сосредоточено внимание организаторов. Новые художественные руководители создали специальную программу «ДИАЛОГ: Искусство из Стамбула», что позволило впервые сосредоточить внимание на современном турецком искусстве. Руководители расширили охват ярмарки, в которой стали участвовать галереи Кавказа, Центральной Азии и Ближнего Востока; в специализированных некоммерческих разделах были представлены особые программы, посвященные данным регионам. Венская школа теории коллекционирования (Vienna School of Collecting Theory) – место встречи художников, коллекционеров, кураторов и любителей искусства – была призвана сформировать новые группы коллекционеров. Хедвиг Саксенхубер и Георг Шелльхаммер создали в помещении ярмарки пространство, предназначенное для проведения сопутствующей программы, новаторской по содержанию. Йоханнес Порш (Johannes Porsch) создал новую архитектурную концепцию, отсылающую к идее караван-сарая. Графический дизайн для VIENNAFAIR 2011 был выполнен Гервальдом Рокеншаубом (Gerwald Rockenschaub).

## 2012
В начале 2012 года владельцами контрольного пакета акций арт-ярмарки VIENNAFAIR стали известный российский предприниматель Сергей Скатерщиков и его партнёр Дмитрий Аксенов (RDI group).
В апреле 2012 года арт-руководство ярмаркой перешло в руки Кристины Штейнбрехер (Christina Steinbrecher) и Виты Заман (Vita Zaman). Кристина Штейнбрехер прежде работала, в частности, директором и куратором таких проектов, как «Арт-Москва» (Art Moscow), Арт-фонд «Спутник» (Sputnik Art Foundation) и российской премии «Инновация», учрежденной министерством культуры РФ и Государственным центром современного искусства. Вита Заман изучала искусство, искусствоведение, фотографию и кураторское мастерство в Лондоне. Она является одним из основателей лондонской галереи IBID Projects, работала в нью-йоркской галерее The Pace Gallery. При новом руководстве внимание, уделяемое регионам Центральной и Восточной Европы, приобрело новые географические направления, что позволило охватить Россию. Компания Reed вышла из участия в ярмарке, и с 2012 года организацией VIENNAFAIR занимается компания VF Betriebsgesellschaft mbH. Была расширена специализированная программа “ДИАЛОГ”. В дни проведения ярмарки было устроено множество сопутствующих мероприятий и выставок. Как и прежде, в рамках ярмарки прошли различные лекции и общественные дискуссии, однако были созданы и новые программы: проект VIENNA Quintet позволил привезти в Вену произведения современного искусства из пяти стран бывшего СССР: Азербайджана, Беларуси, Грузии, Казахстана и Украины. Впервые была представлена программа, сочетающая музыку и искусство, VIENNA Sonic. Перформансная программа прошла под названием VIENNA Live; специальный проект VIENNA Studio позволил привлечь к участию в ярмарке студентов.
VIENNAFAIR формата 2012 года собрала 20 по 23 сентября 122 галереи из 26 стран мира. Акцент выставочной программы на Центральной и Восточной Европе сохранился, но при этом присутствие России и республик бывшего СССР стало очень заметно. Россию представляли семь галерей: московские «Триумф», Pop/off/art, Pecherskiy Gallery, «Галерея 21», петербургские Галерея Марины Гисич и Anna Nova, а также 16thLINE art-gallery из Ростова-на-Дону.
В июне 2013 года Сергей Скатерщиков покинул Венскую ярмарку и почти вся его доля перешла к Аксёнову.
Опубликованная в 2013 году в австрийском реестре официальная финансовая отчетность Viennafai свидетельствует об убытках ярмарки в размере двух миллионов евро за 2012 год.

## 2013
В 2013 году прошла девятая венская ярмарка VIENNAFAIR The New Contemporary — «Новая современность» . Количество участников возросло более чем на 25%, число посетителей достигло 23963, свои работы показали 127 галерей из 27 стран, был представлен широкий спектр специальных проектов. Последние предлагали углубленный анализ современного искусства Центральной, Восточной и Юго-Восточной Европы: так, в рамках программы VIENNA Duet, были представлены работы из Польши и Грузии; VIENNA XL обеспечила платформу для шести пространств, некоммерческих и работающих под управлением художников, базирующихся в Центральной и Восточной Европе; в тщательно продуманную программу VIENNA Talks вошел ряд лекций. Под руководством Штейнбрехер–Пфандт и Заман существенно вырос международный статус мероприятия, границы которого продвинулись не только на восток — главным образом, в сторону России и СНГ, — но и на запад. Выросло и местное значение VIENNAFAIR, чему способствовало дальнейшее развитие образовательных программ по искусству для молодых коллекционеров, семейств, студентов и лиц старшего возраста.

## 2014
В ходе ярмарки, проводившейся со 2 по 5 октября 2014 года, был установлен новый рекорд посещаемости — количество участников VIENNAFAIR превысило 25000. Десятая ярмарка, размер которой был намеренно уменьшен с целью повышения качества в целом, предоставила площадку 99 галереям и 16 организациям из 25 стран. Специальные проекты «ДИАЛОГ: ЭНЕРГИИ НОВОГО ТИПА» и VIENNA Focus позволили вывести на первый план искусство, соответственно, Румынии и Азербайджана; молодые австрийские художники вновь получили возможность показать свои работы в рамках персональных выставок, объединенных под названием ZONE1. Сбалансированная программа лекций, в которой приняли участие представители разных стран — Каспер Кениг, Адам Будак, Виктор Мизиано, Андреяна Михаил, Айда Махмудова, а также многие другие, — предоставила возможности для глубокого анализа ситуации в современном искусстве. Особое внимание было уделено также коллекционированию и коллекционерам, свидетельством чему стали второй семинар «Говорят молодые коллекционеры» и третий форум коллекционеров "20 четыре 7 — Коллекционирование работ направления «Новая современность».
Важным шагом вперед стало включение в VIENNAFAIR более широкой международной аудитории. Группы известнейших коллекционеров из Германии, России, Бельгии, Нидерландов, Франции, Италии, Великобритании и США съехались в Вену, чтобы посетить ярмарку, а также множество сопутствующих мероприятий, проводимых как в помещении самой ярмарки, так и в городе. Более эффективный подход к предоставлению услуг коллекционерам, почетным гостям и партнерам, а также повышенное качество представленных галерей и работ привели к росту продаж более чем на 25 %, что утвердило VIENNAFAIR в роли одной из наиболее успешных международных ярмарок искусства.
В фокусе внимания VIENNAFAIR The New Contemporary, художественным руководителем которой на этот раз стала Кристина Штейнбрехер-Пфандт, были качество, предоставление услуг и образование в сфере искусства, что позволило ярмарке привлечь в австрийскую столицу международное арт-сообщество, а также местных ценителей современного искусства.
За три года (2012—2014) работы под управлением компании VF Betriebsgesellschaft mbH и её управляющего директора Ренгера ван дер Хойвеля (Renger van den Heuvel) VIENNAFAIR The New Contemporary превратилась в важное место встречи Востока и Запада — не только как центр искусства и культуры, но и как платформа для диалога между представителями бизнеса и власти, что позволяет обеспечивать новые возможности для будущего сотрудничества в данном регионе и за его пределами.
В конце 2014 года стало известно, что ярмарку ждут перемены: меняется её название, место проведения и состав участников. Отныне VIENNAFAIR будет именоваться viennacontemporary, в [2015 год]у ярмарка будет проводиться в историческом здании рынка в восточной части Вены. Одной из главных причин отказа от сотрудничества с Reed Exhibitions стало решение компании выбирать каждый год новую дату для проведения ярмарки: в 2012 году она проходила в середине сентября, в 2013-м — в середине октября и в 2014-м — в начале октября. Это обстоятельство мешало сотрудничеству с галереями и коллекционерами, которые не могли заранее планировать свой график. Было объявлено, что в 2015 году Венская ярмарка современного искусства viennacontemporary пройдет с 24 по 27 сентября. Новым местом проведения станет венский «Маркс-холл». Здесь же планируется проведение выставки в 2016 и в 2017 годах.